# Symplecta (Psiloconopa) cancriformis
Symplecta (Psiloconopa) cancriformis is een tweevleugelige uit de familie steltmuggen (Limoniidae). De soort komt voor in het Palearctisch gebied.